# شرخر (فیلم ۱۹۸۴)
شرخر (به انگلیسی: Repo Man) فیلمی ۹۲ دقیقه‌ای به کارگردانی الکس کاکس با بازی هری دین استنتون است.